# 叉子 (加利福尼亞州)
叉子（英語：The Forks）是位於美國加利福尼亞州門多西諾縣的一個非建制地區。該地的面積和人口皆未知。

## 地理
叉子的座標為39°11′28″N 123°12′28″W / 39.19111°N 123.20778°W，而該地的平均海拔高度為195米（即640英尺）。